# Eraxasilus longiusculus
Eraxasilus longiusculus là một loài ruồi trong họ Asilidae. Eraxasilus longiusculus được Walker miêu tả năm 1855. Loài này phân bố ở vùng Tân nhiệt đới.